# Rainbow Train
Rainbow Train was een Nederlandse band die in 1975 werd opgericht door Hans Vermeulen na het uiteenvallen van de Sandy Coast. In eerste aanleg was het een gelegenheidsformatie, maar de groep zou ook veel achtergrond- en studiowerk doen. Ze begeleidden Lucifer bij de opnames van House for Sale en hun eigen zangeres Anita Meyer in 1976 bij haar nummer 1-hit The Alternative Way.
In 1978 verscheen het album Accompanied By The Rainbow Train, waarvan de single Heaven on Earth een (bescheiden) hit werd. In 1979 bereikte de single Another Band net niet de hoogste 30 van de Top 40; het nummer stond 3 weken genoteerd in de Nationale Hitparade met als hoogste notering de 39e plaats
Na wisselingen in de bezetting werd de naam in 1979 afgekort tot "Train". Niet lang daarna werd de band ontbonden.

## Bezetting
- Hans Vermeulen - gitaar, toetsen, zang
- Jan Vermeulen - basgitaar
- Okkie Huijsdens - toetsen, zang
- Shell Schellekens - slagwerk
- Henny Huisman - slagwerk
- Martha Pendleton - zang
- Erik Tagg - toetsen, zang

Kortere of langere tijd verbonden aan Rainbow Train:
- Jody Pijper - zang
- Anita Meyer - zang
- Dianne Marchal - zang
- Suzanne Krijnen - zang
- Julya Lo'ko - zang
- Jan Rietman - piano
- Hans Hollestelle - gitaar